# Перей
Пере́й (фр. Péreille) — коммуна во Франции, находится в регионе Юг — Пиренеи. Департамент коммуны — Арьеж. Входит в состав кантона Лавлане. Округ коммуны — Фуа.
Код INSEE коммуны — 09227.

## Население
Население коммуны на 2008 год составляло 185 человек.
| 1962 | 1968 | 1975 | 1982 | 1990 | 1999 | 2006 | 2008 |
| ---- | ---- | ---- | ---- | ---- | ---- | ---- | ---- |
| 88   | 109  | 138  | 138  | 199  | 177  | 175  | 185  |

## Экономика
В 2007 году среди 113 человек в трудоспособном возрасте (15—64 лет) 81 были экономически активными, 32 — неактивными (показатель активности — 71,7 %, в 1999 году было 66,1 %). Из 81 активных работали 75 человек (42 мужчины и 33 женщины), безработных было 6 (2 мужчины и 4 женщины). Среди 32 неактивных 6 человек были учениками или студентами, 15 — пенсионерами, 11 были неактивными по другим причинам.